# Boutte
Boutte est une census-designated place de la paroisse de Saint-Charles, en Louisiane, aux États-Unis. 